# 青格爾峰
46°28′43.3″N 7°50′53.5″E / 46.478694°N 7.848194°E

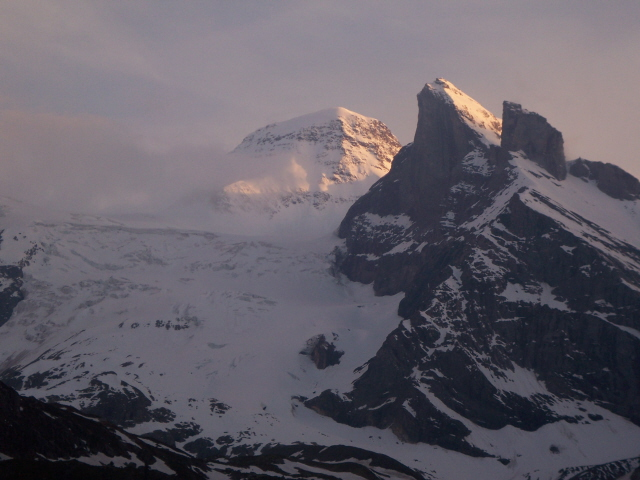

青格爾峰（Tschingelhorn）是瑞士的山峰，位於該國南部，由伯恩州和瓦萊州負責管轄，屬於伯尔尼山的一部分，海拔高度3,562米，人類在1865年9月6日首次登頂。